# 物質関連障害
物質関連障害（ぶっしつかんれんしょうがい、substance related disorders）とは、物質の使用がやめられない物質乱用や物質依存症のような使用上の障害、または過剰摂取が原因となる薬物中毒や、依存が形成されてからの減薬によって生じる離脱のような、物質と関連した障害の総称である。アメリカ精神医学会の『精神障害の診断と統計マニュアル』第4版（DSM-IV）には、物質関連障害の章が用意され、世界保健機関の『疾病及び関連保健問題の国際統計分類』第10版（ICD-10）の「第5章精神と行動の障害」には「向精神薬の使用による精神と行動の障害」の章が用意されている。

## 物質中毒
多くは、単に薬物の量を多く摂取したことによる過剰摂取である。しかし、肝臓の障害があるなど、薬物の代謝に問題がある場合や、食品も含む薬物相互作用によっても生じうる。

## 物質離脱
身体依存を形成する薬物、アルコールや、鎮静催眠剤、モルヒネあるいは抗うつ薬のような薬物を、定期的に長期的に摂取した後、薬物の摂取量が減少することによって著しい苦痛を伴う症状を呈する状態である。

## 物質乱用
害が生じているのに薬物の使用をやめられない状態で、離脱や耐性の診断基準を持つ薬物依存症に満たないもの。したがって、使用をやめられる時期が存在する。しかし、しばしば週末などにアルコールを過剰摂取することによって、問題行動を起こすことが繰り返されている。

## 物質依存症
薬物の使用をやめられない状態で、離脱や耐性の診断基準を満たしたものである。

## 物質使用障害
物質使用障害は、DSM-5で新たに定義された障害であり、乱用と依存症を含めた状態を指す。しかし、乱用と依存の重要な区別が損なわれるといった批判がある。

## 物質誘発性睡眠障害
物質による睡眠障害は、カフェインによる不眠症や、睡眠薬の離脱による不眠症、睡眠薬過剰による過眠症など薬物が原因となることがある。

## 物質誘発性気分障害
鬱や躁は薬物によっても引き起こされる。軽躁状態は、抗うつ薬によって引き起こされることがある。リチウムの副作用は、甲状腺の機能低下を介して抑うつ症状を引き起こすことがある。アルコールやベンゾジアゼピン系の薬は、その離脱が長期化した場合、ながく鬱状態を引き起こすことがある。

## 物質誘発性不安障害
不安やパニックは薬物が誘発することがある。パニック障害においてカフェインを控えること。

## 物質誘発性精神病性障害
精神病性障害は、覚醒剤や、抗パーキンソン病薬の中毒によって引き起こされることがある。またアルコールの離脱などもその原因となる。

## 物質誘発性性機能障害
抗うつ薬やアルコールなど性機能を障害する薬物が存在する。